# Tunnel de Violay
Le tunnel de Violay est un tunnel routier traversé par l'autoroute A89 ouvert en janvier 2013. D'une longueur de 3 900 mètres, il est le 8e plus long de France. Situé à Violay dans le département de la Loire, le tunnel permet à l'autoroute de passer du département de la Loire au département du Rhône.

## Histoire
Démarré en 2008, le tunnel fut achevé en octobre 2012. Il a ouvert en janvier 2013, en même temps que l'autoroute qui l'emprunte. L'ouverture de l'autoroute était initialement prévue pour le 12 décembre 2012.
Le 30 novembre 2012 de 15 h à 19 h, un exercice de grande ampleur en conditions réelles est réalisé dans le tunnel. Le but de l'exercice est de tester le bon fonctionnement des procédures et la coordination de tous les services de secours.

## Caractéristiques
Le tunnel est composé de 2 tubes de chacun 2 voies d'une longueur de 3 900 mètres avec 8 batteries contenant chacune 24 ventilateurs.

## Construction

### Chantier ouest

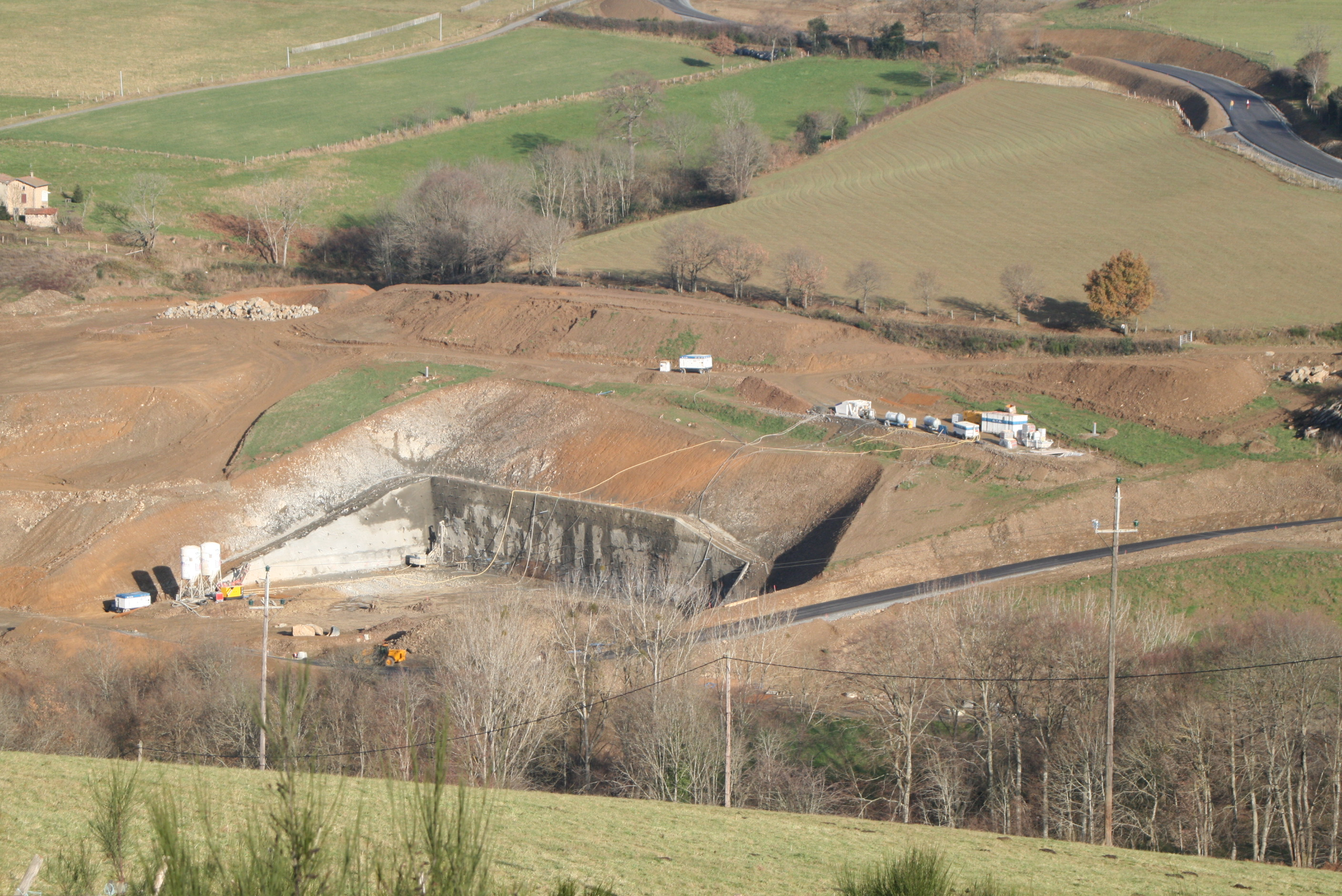
Entrée ouest du tunnel en décembre 2008.
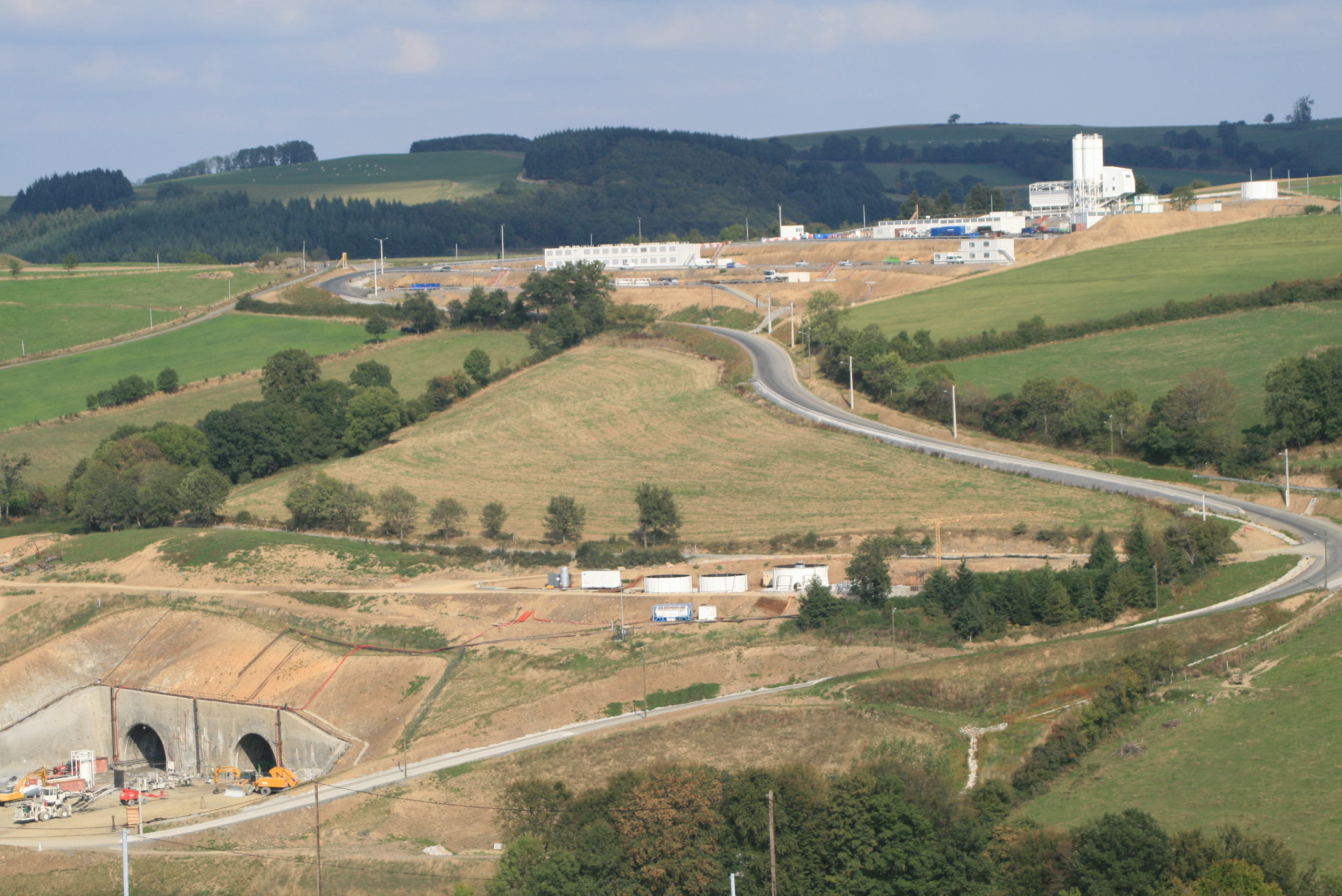
Entrée ouest du tunnel en septembre 2009.
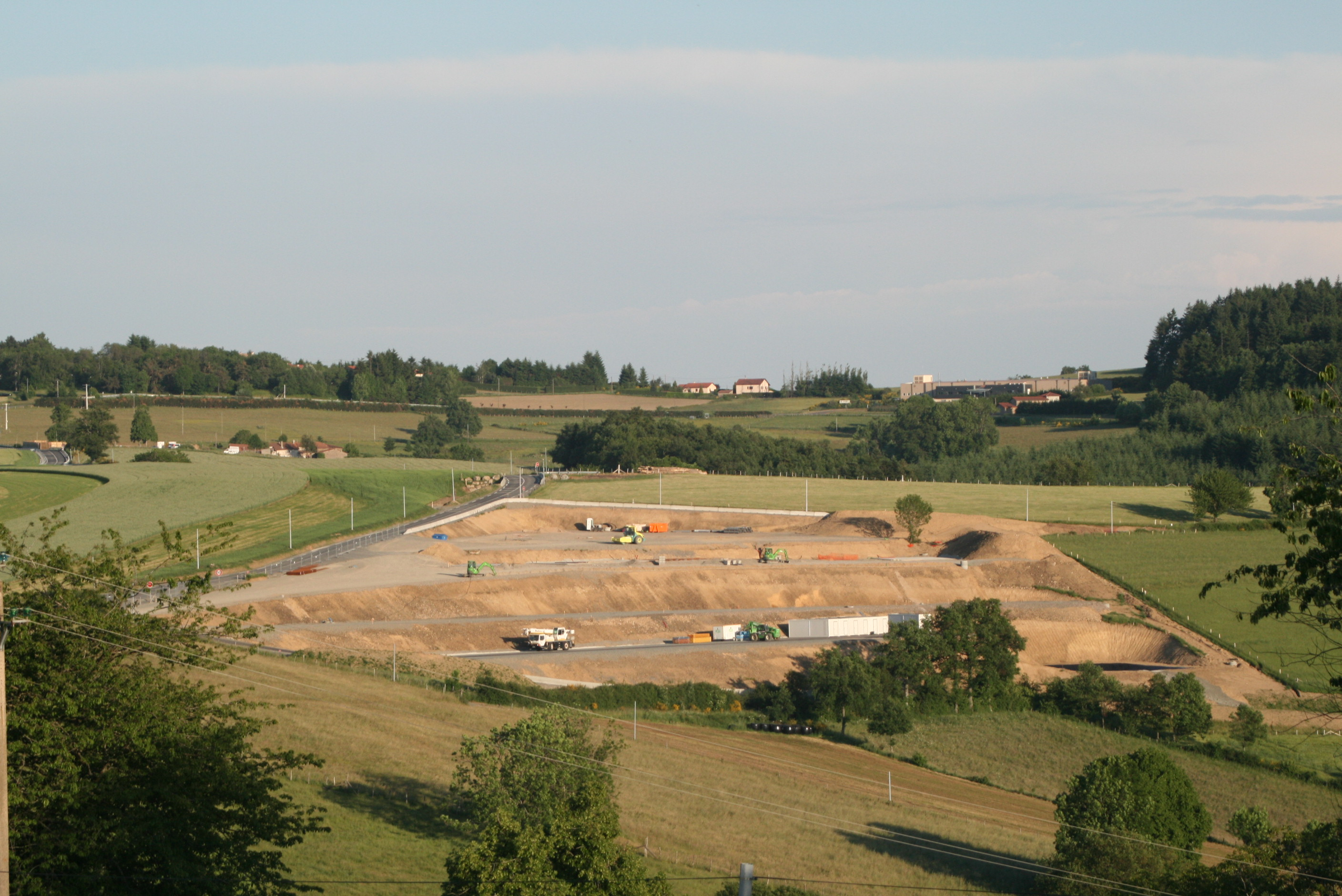
Centre des travaux site ouest en mai 2009.
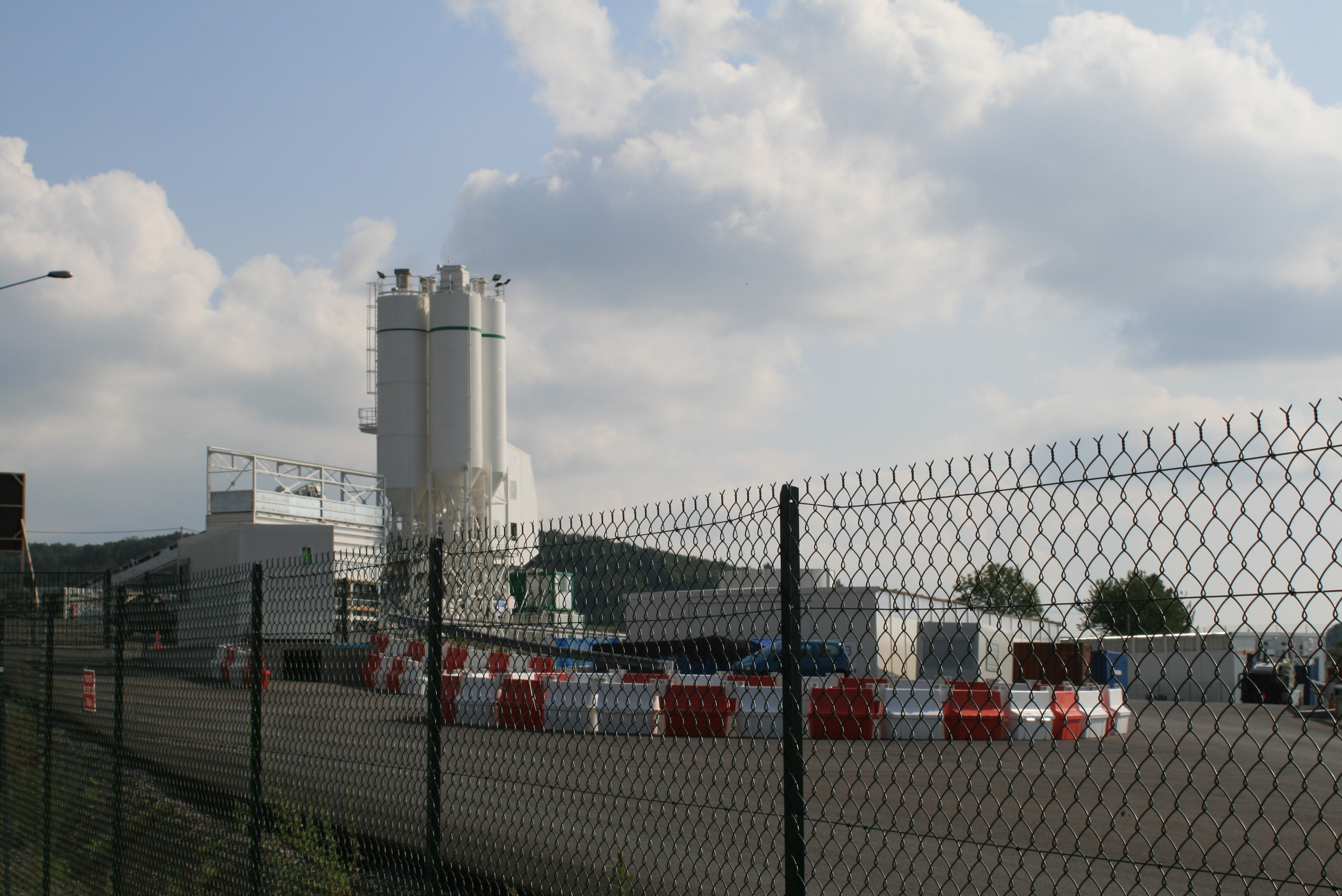
Centre des travaux site ouest en septembre 2009.
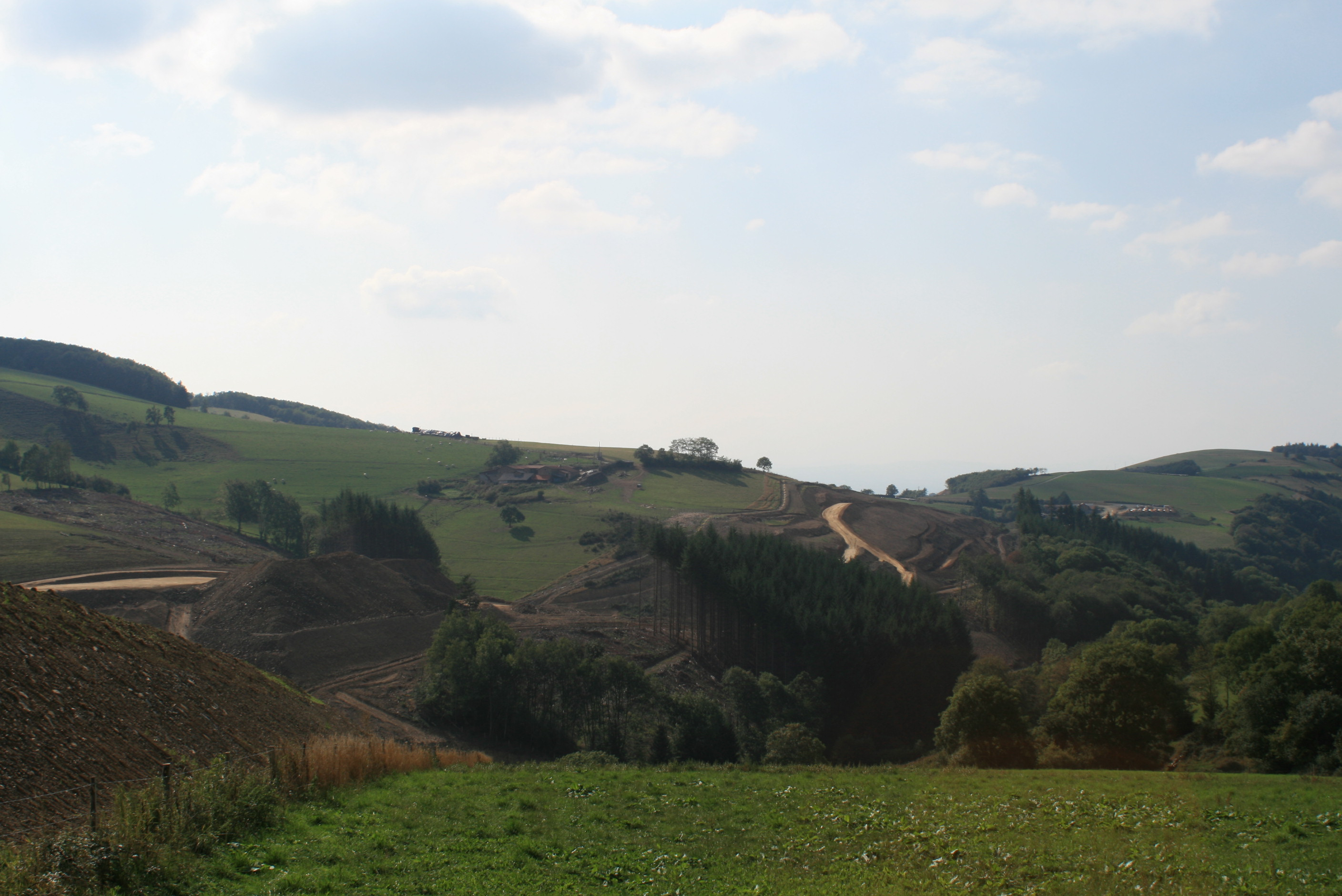
Terrassement de l'A89 direction Balbigny en septembre 2009.

### Chantier est

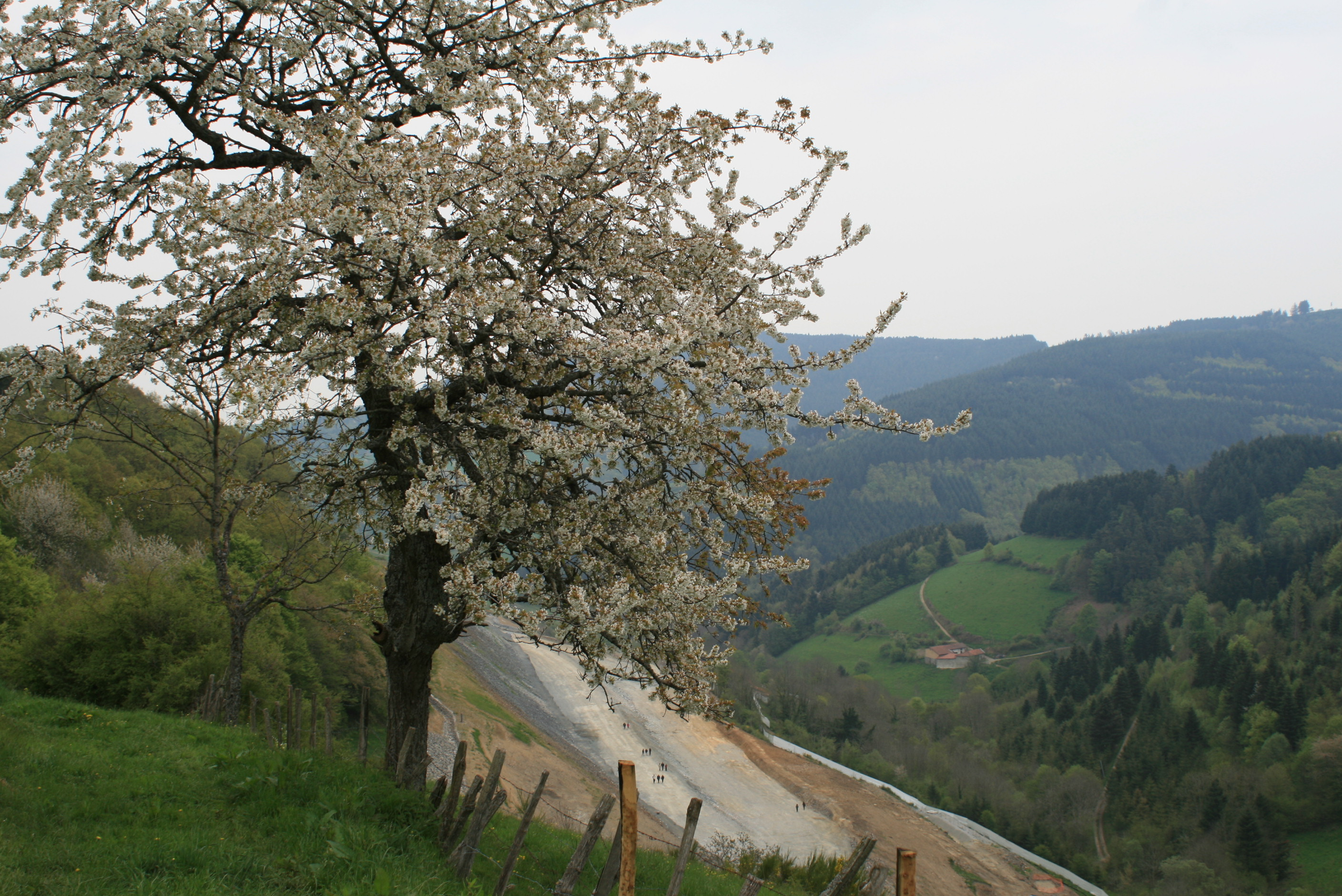
Route d'accès au tunnel côté est en mai 2009.
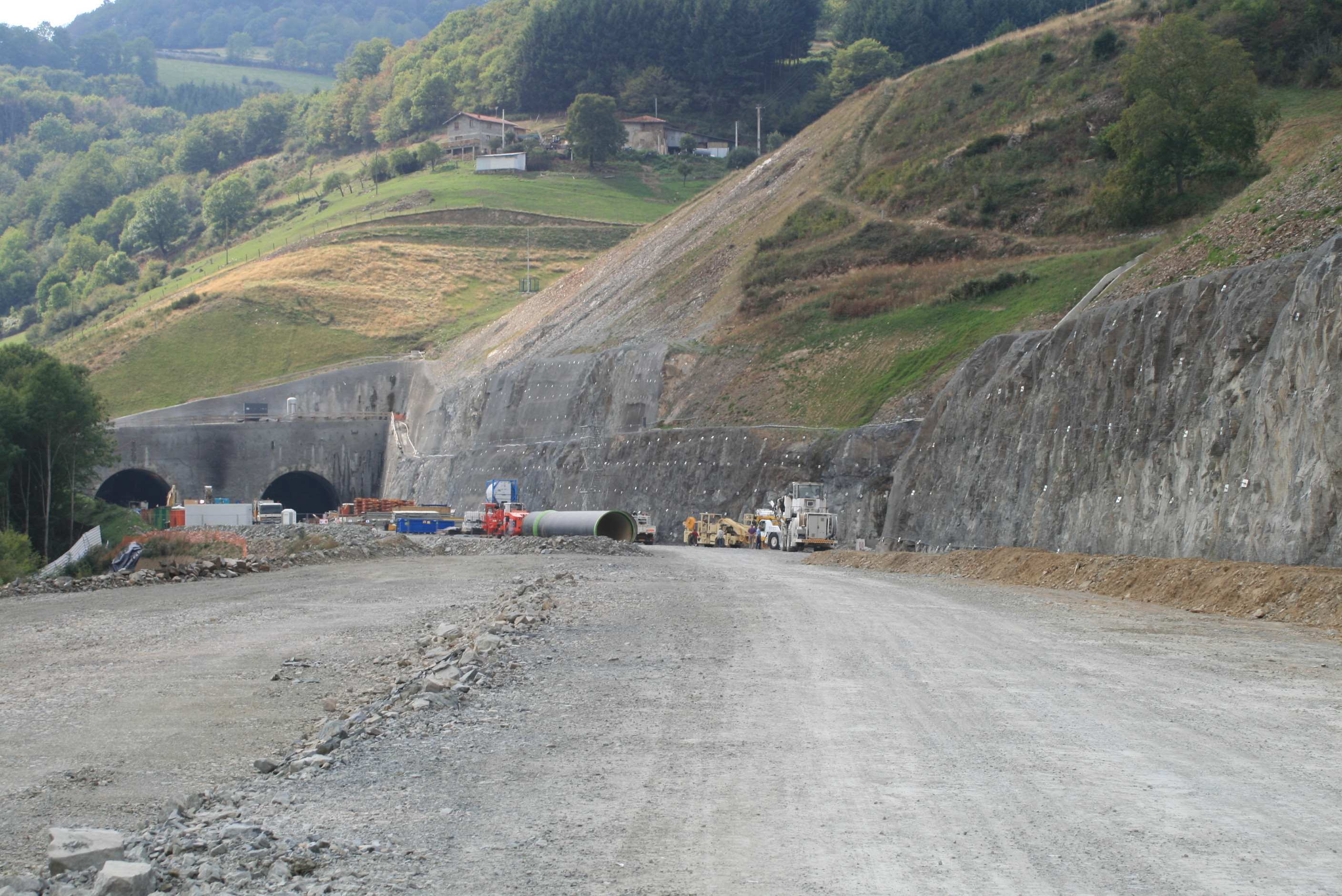
Entrée est du tunnel en septembre 2009.
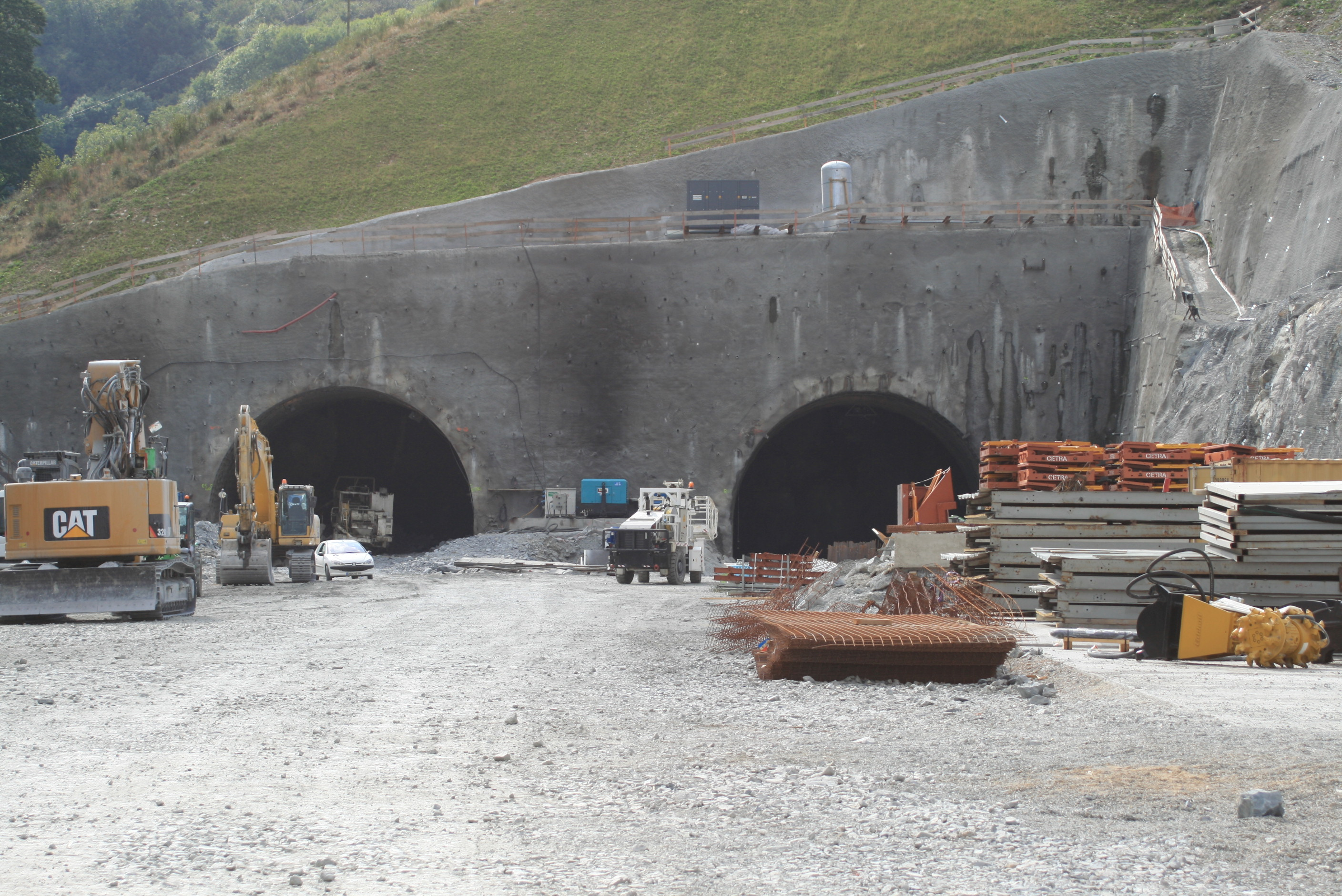
Entrée est du tunnel en septembre 2009.
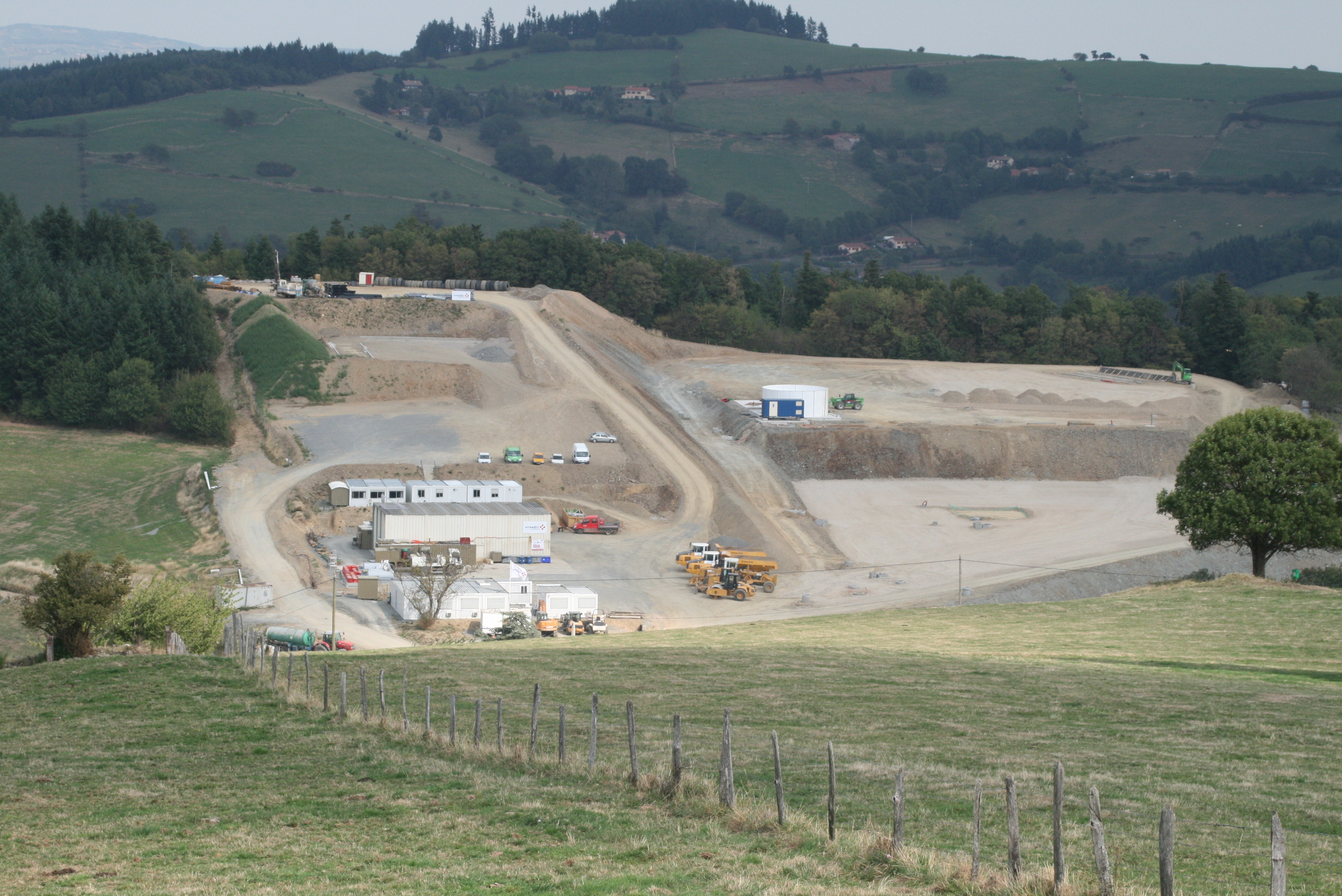
Centre des travaux de l'A89 en septembre 2009.